# Fenbendazole
Fenbendazole là một  thuốc trị giun benzimidazole phổ rộng dùng để chống lại ký sinh trùng đường tiêu hóa bao gồm: giardia, giun đũa, giun móc, giun tóc, các sán dây chi Taenia (nhưng không có hiệu quả chống lại caninum Dipylidium, một con chó sán dây phổ biến), pinworms, aelurostrongylus, sán lá, strongyles, và giun lươn mà có thể được sử dụng cho cừu, gia súc, ngựa, cá, chó, mèo, thỏ và hải cẩu.

## Tương tác thuốc
Drug interactions may occur if salicylanilides such as dibromsalan and niclosamide are co-administered. Abortions in cattle and death in sheep have been reported after using these medications together.  Abortions in domestic ruminants have been associated with concurrent use of anti-trematode therapeutic agents.

## Độc tính
Fenbendazole được hấp thu kém qua đường tiêu hóa ở hầu hết các loài. LD50 ở động vật thí nghiệm vượt quá 10 g/kg khi dùng đường uống.

## Chuyển hóa
Fenbendazole được chuyển hóa ở gan thành oxfendazole, cũng là thuốc chống giun; oxfendazole một phần được giảm trở lại thành fenbendazole ở gan và dạ cỏ. Ngoài ra, fenbendazole là một chất chuyển hóa hoạt động của một loại thuốc chống giun khác, febantel.